# 秦岭峭腹蛛
秦岭峭腹蛛（学名：Tmarus qinlingensis）为蟹蛛科峭腹蛛属的动物。在中国大陆，分布于陕西、甘肃等地。该物种的模式产地在陕西。